# Aomori (prefektura)
Aomori (japanski: kanji 青森県, romaji: Aomori-ken) je prefektura u današnjem Japanu. 
Nalazi se na sjevernoj obali središnjeg dijela otoka Honshua, nasuprot otoku Hokkaidu. Nalazi se u chihō  Tōhoku .
Glavni je grad Aomori.
Organizirana je u 8 okruga i 40 općina. ISO kod za ovu pokrajinu je JP-02.
1. listopada 2010. u ovoj je prefekturi živjelo 1,373.164 stanovnika.
Simboli ove prefekture su cvijet jabuke (Malus domestica),drvo hiba (Thujopsis dolabrata) i ptica Bewickov labud (Cygnus bewickii).